# Guachichil
Els guachichils van ser una ètnia nòmada mexicana de gran extensió territorial entre tots els pobles Txitximeques, parlaven una llengua que actualment jeu extinta pertanyent probablement a les llengües corachol, de la família uto-asteca. La majoria del seu territori quedava en el que ara queda dins dels estats de Zacatecas, San Luis Potosí i sud de Coahuila, però també ocupaven parts al nord de Jalisco. Van ser considerats com els més guerrers i nòmades de la regió pels europeus que van lluitar per la seva dominació.

## Etimologia

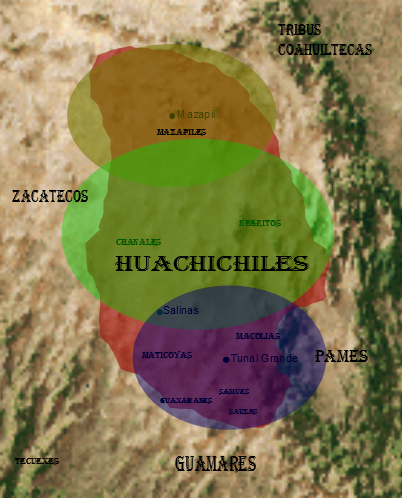
Ubicació dels guachichils i principals agrupaments tribals, indicant en globus els tres grups de guchichils.

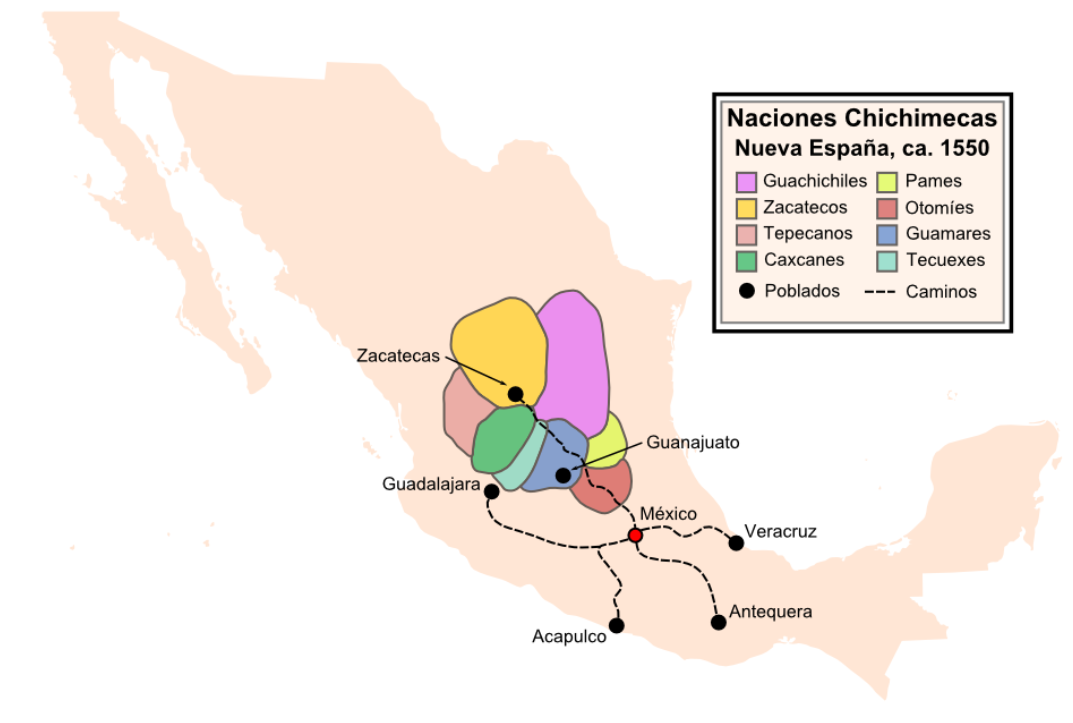
Mapa de les nacions txitximeques, vers 1550.

Cuachíchitl és un vocable nàhuatl (kwačīčīl-) que significa pardal; de cuáitl, cap i chichiltic, cosa vermella. Foren anomenats així perquè es pintaven amb freqüència el cap de vermell; hi havia alguns que usaven uns barrets punxeguts de cuir vermell que els donaven aparença de pardal.
El vocable Quachíchitl, amb la conquesta va derivar cap als de: Cuachichil, Guachichil, o Huachichil (en nàhuatl: cap pintat de vermell), com es coneix avui dia.

## Societat i cultura

### Organització política
L'organització política dels guachichils era molt rudimentària en arribar els espanyols. Era patriarcal i consistia que el guerrer més poderós i que aconseguís enderrocar al cacic que governés en aquest moment seria cacic. Si no aconseguia enderrocar al cacic, se separava de la tribu amb algunes famílies i s'assentaven en un altre lloc. Encara que també podien unir-se tribus i així fer-se més poderoses per mitjà de matrimonis intertribals.
A l'arribada dels espanyols havien centenars de tribus en tot el territori, però quatre eren les més poderoses.

### Organització militar
El cacic de la tribu era també el cabdill militar. Els espanyols van observar que atacaven en bandes de pocs integrants que es diferenciaven dels altres txitximeques per pintar-se el cap i el cabell de color vermell.
Atacaven bel·licosament als seus enemics amb espases d'obsidiana, llances, dards i fletxes. Primer seleccionaven el lloc d'atac, preferiblement una planura deserta però muntanyenca, una penya, un barranc, un pantà o simplement esperaven al fet que fos mitjanit. A mitjanit se situaven sigilosament a la zona d'atac i sobtadament llançaven uns udols i crits fragorosos i terribles que deixaven perplexos als seus enemics al mateix temps que començava l'atac corrent cap al blanc directament, al mateix temps que produïen una pluja de fletxes.

### Tribus i territori
Els guachichils van ocupar tot l'altiplà Potosino, part de l'actual estat de Guanajuato, Jalisco i Zacatecas.
Aquesta zona s'estenia des del sud, pel riu Lerma o Gran, a Michoacán i Guanajuato, fins a les serres de Comanja i, en els límits amb la zona de Rioverde, la fita pujava cap al nord.
Gonzalo de las Casas observava: "Ocupen molta terra i així és la més gent de tots els txitximeques i que més dany han fet. Hi ha moltes parcialitats i no es coneixen ben bé totes".
Els guachichils no eren un regne o estat polític sòlid al segle de 1500, sinó que era un conjunt de tribus i lideratges, els espanyols van observar tres grups: el de Mazapil al nord, a les muntanyes que vorejaven el poble de Parras, el de Salinas, al centre de San Luis Potosí i finalment el del Tunal Grande, on se situava el major lloc de proveïment d'aliment pels guachichils; aquests tres grups no eren unitats polítiques ni culturals, eren els habitants de les tres zones geogràfiques on estaven centralitzats els guachichils.
Independentment dels tres grups de guachichils, hi havia gran quantitat d'agrupaments tribals, molts d'aquests esmentats només una vegada pels espanyols:
- Bózalos o negritos.
- Macolias
- Samúes
- Maticoyas
- Alaquines
- Capiojes
- Machipaniquanes
- Leemagues
- Mascorros
- Caisanes
- Coyotes
- Guanchenis
- Guenacapiles
- Alpañales
- Pisones
- Cauicuiles
- Alacazauis
- Guazancores
- Chanales

### Tradicions i costums
Els guachichils no tenien ídols ni altar de cap déu, pel cap alt llançaven exclamacions al cel, mirant els estels, per alliberar-se de rajos i trons.
Tan lliures com a fills dels vents se sabien els guachichils que no els va satisfer el concepte de tomba o cementiri. Recollien les cendres dels seus morts en borses de tela que es faixaven a la cintura; les cendres dels qui no eren els seus, excepció feta dels nervis de l'esquena per lligar el pedernal a la fletxa i alguns ossets com a trofeus, les deixaven anar a l'aire.
En diverses parts del seu territori, els espanyols van introduir als panquesitos per civilitzar i cristianitzar a aquest poble, a qui ells consideraven com a salvatge.

## Història

### Colònia i conquista
La regió que actualment ocupa la ciutat de San Luis Potosí era, fins abans de l'arribada dels espanyols, un lloc guachichil-txitximeca.
Des de 1550 es van començar a registrar assalts guachichils, guamares i altres txitximeques, per la qual cosa el virrei Don Luis de Velasco, marquès de Salinas, va comissionar a Herrera per castigar els saltejadors. Així es va iniciar la més cruenta i extensa de totes empreses espanyoles a Amèrica.
Pedro de Camina funda el Real del Cerro de San Pedro y Minas del Potosí el 4 de març de 1592. Davant la falta d'aigua en el lloc, calgué localitzar un territori proper que sí que la tingués per a donar suport a l'establiment humà. El lloc es va localitzar a l'Est de la taula de l'Anáhuac.
Perquè els espanyols s'assentessin àmpliament, els guachichils del lloc i els tlaxcalteques van ser desplaçats. L'hostilitat dels tlaxcaltequesa, recolzats pels espanyols, contra els guachichils no trigaria a manifestar-se.
La comunitat de San Luis Potosí es va originar amb la reunió ben diferenciada de guachichils, tlaxcalteca, tarascos, zacatecas txitximeques, txitximeques-pames de Santa María del Río, otomís i d'espanyols extremenys o de procedència incerta.
A l'empara de la riquesa minera neix la ciutat de San Luis Potosí al novembre de 1592 i la seva fundació es dona en rendir-se el feroç indi guachichil Moquamalto davant fra Diego de la Magdalena, i el capità Miguel Caldera, en el lloc que ara es coneix com a plaça dels fundadors. Al cimbell de l'or van acudir molta gent de moltes ciutats i reials de mines, la qual cosa va donar lloc a una cultura singular i es van sumar a la presència dels guachichils, espanyols, otomins, tarascos, mulats, negres i tlaxcalteques, creant així un mestissatge únic en Mèxic.

### Descendents i últims assentaments
Avui dia a Arteaga (municipi de Coahuila); prop de Saltillo, per la carretera 57, rumb a Matehuala, estat de San Luis Potosí, existeix una població anomenada "El Huachichil" lloc on, es diu, van quedar assentats els últims indis guachichils. Això indicaria que els habitants actuals de la població són descendents directes dels txitximeca-guachichils. És una zona boscosa on abunda la caça i els fruits regionals (dàtils, flor de palma, cabutxes, nopals, etc.).